# The Matrix (album)
Pour les articles homonymes, voir Matrix.
Albums par Katy Perry
One of the Boys
(2008) MTV Unplugged
(2009)
The Matrix est le premier album du groupe de production The Matrix, sorti sur iTunes le 27 janvier 2009 en tant que CD Audio. L'album inclut de la musique écrite et produite par le groupe ainsi que les voix de Katy Perry et du chanteur Britannique Adam Longlands.

## Informations sur l'album
L'album a été enregistré en 2004, lorsque Katy Perry avait 19 ans. À cette occasion, The Matrix travailla de concert avec la chanteuse, celle-ci participant à l'écriture de la musique et des textes. En octobre 2004, dans un article consacré à la sortie prochaine du disque, le magazine Blender appela Perry « The Next Big Thing! » . Malgré les fortes attentes autour de l'album, The Matrix décida d'annuler sa sortie plusieurs semaines avant la date prévue. 'En 2009, après le succès du premier album solo de Perry One of the Boys, The Matrix changea d'avis et sortit l'album sous son propre label, Let's Hear It Records.
Broken était prévu comme premier single de The Matrix pour sa sortie initiale. Avec des paroles différentes, la chanson avait déjà été enregistrée en 2003, sous le titre de What Do You Do?, par une autre équipe de production connue des Matrix, The Troys. Elle fut dévoilée en 2003 par Elektra en tant que single promotionnel pour un album qui a finalement été abandonné, mais a également été incluse dans la compilation, The Powerpuff Girls: Power Pop.
D'autres titres de l'album ont été exploités dans d'autres versions avant sa sortie. En 2005, Sara Paxton enregistra Take a Walk pour la bande originale de la série Darcy. En 2006, Live Again Before I Die apparut en tant que piste bonus sur une version du premier album d'Ashley Parker Angel, Soundtrack to Your Life, dans une version fortement remaniée par le chanteur. En 2007, Skye Sweetnam sortit son album Sound Soldier, qui inclut le titre Boyhunter, produit par The Matrix. Cette chanson utilise une version légèrement modifiée de la musique de la piste Damn. Ashley Tisdale ré-enregistra Love Is Train pour son second album Guilty Pleasure, qui a été publiée sous le titre Time's Up, une piste bonus de l'album.

## Listes des pistes
1. You Miss Me? (feat. Katy Perry et Adam Longlands)
2. Broken (feat. Katy Perry et Adam Longlands)
3. Damn (feat. Katy Perry)
4. Take a Walk (feat. Adam Longlands et Katy Perry)
5. Just a Song (feat. Katy Perry)
6. I Love You (feat. Adam Longlands)
7. Live Before I Die (feat. Adam Longlands)
8. Would You Care? (feat. Katy Perry)
9. Seen That Done That (feat. Adam Longlands et Katy Perry)
10. Stay With Me (feat. Adam Longlands et Katy Perry)

Autres pistes enregistrées
- Attention
- Do You Miss Me?
- Love is a Train (feat. Katy Perry)
- T-Shirt (feat. Katy Perry)